# San Francisco El Alto
San Francisco El Alto est une ville du Guatemala, située dans le département de Totonicapán.